# Sindo Saavedra
Sindo Saavedra fue un compositor canario que nació en Las Palmas de Gran Canaria en 1949 y falleció el 9 de noviembre de 2005 a los 57 años en la misma ciudad. Algunas de sus composiciones más conocidas popularmente son el himno del Carnaval de Las Palmas de Gran Canaria "Ponte tu mejor disfraz" o más reciente "Enamórate de Mí", música para la campaña del Plan de Embellecimiento de Gran Canaria.

## Biografía
Desde joven estuvo en contacto con los movimientos culturales, habiendo residido en Málaga, Chicago, París, Alemania e Italia. Cuando regresa a Gran Canaria se dedica a la composición, investigación y rescate de músicas y danzas del archipiélago canario.

### 1. Etapa del Folclore
La primera faceta en la que destacó fue en su labor como folclorista.
En 1972 presenta sus primeras composiciones en el Teatro Pérez Galdos, en el Festival Argentina en Canarias los títulos “El último guanche” y “Nana loca”. Graba sus primeras canciones en los estudios R.C.A. de Madrid por los Guanijay. Las anteriores junto con “Isa de los campos” y “La sieca está seca”. Estreno de la “Misa canaria” interpretada por los Guanijay.
En 1974 realiza la presentación oficial de La sirena, canciones de la zarzuela canaria presentadas en el Círculo Mercantil de Las Palmas de Gran Canaria, interpretadas por los Guanijay. Grabación de la Zarzuela Canaria en Madrid, en los Estudios Kirios (Madrid).
Presentación del tercer disco del grupo Guanijay con temas de Sindo Saavedra, grabado también en los estudios Kirios.

### 2. Etapa de música social
En 1976 compone las primeras canciones de tipo social para el grupo Tebec-Korade.
El grupo Los Granjeros incluye en su disco algunas de sus canciones, “Si pudiera nacer”, “Pobre pescador”, “Pena vieja”, y más temas en su disco “Mano a mano con el pueblo”.
En 1978 Los Granjeros presentan su segundo disco con más temas de Sindo Saavedra, “El cuarto” y “Opresión”.

### 3. Etapa de diversidad artística
En 1979 comienza su incursión en el Carnaval de Las Palmas de Gran Canaria, componiendo el tema “Los vibradores”, himno de la murga de igual nombre.
En 1980 escribe “27 poemas locos”, un libro de poesía que lo presenta José Luis Gallardo.
En 1981 compone música “Alter Ego” para el Ballet de la compañía de Gelu Barbu. Fue profesor de bailes canarios al comienzo de la Escuela de Folclore del Cabildo de Gran Canaria. También creó la Agrupación Gran Canaria, para la conservación de los bailes y trajes de las islas.
En 1986 crea un tema musical para apoyar la creación de la Universidad de Las Palmas de Gran Canaria.
En 1987 se lanza el disco “Invitación al carnaval”, grabado por la Parranda Cuasquías, donde se incluye "Ponte tu mejor disfraz", himno del Carnaval de Las Palmas de Gran Canaria, habiendo sido encargado por el alcalde D. Juan Rodríguez Doreste.
En este mismo año la Parranda Cuasquías saca su segundo disco “Con ese andar”, con canciones de carnaval de Sindo Saavedra. También fue asesor cultural del Ayuntamiento de Las Palmas de Gran Canaria.
En 1989 tiene lugar el estreno sinfónico y teatral de la zarzuela La sirena en el Teatro Pérez Galdós, interpretada por la Orquesta Filarmónica de Gran Canaria. 
Trabajó de guionista para TVE en Canarias en los programas de Carnaval, “Al caer la noche”. También fue guionista de radio, así como para el programa de carnaval de Antena 3 en 1994.
En 1992 fue interpretada una coral de 300 voces su canción “Las Palmas que tú quieres” con motivo del paso de la antorcha olímpica por Las Palmas de Gran Canaria.
En 1995 saca el disco “El polvito” interpretado por Los Latinos del Nortecon los temas “El polvito” y “El entierro de la sardina”. En 1996 presenta el disco “Diez boleros de amor y dos canciones de cuna” interpretado por Maca. En 1997 compuso la banda sonora de la película “Mátame” dirigida por el grancanario Juan Carlos Falcón.
En 1998 presenta “Enamórate de mí”, canción que el Cabildo de Gran Canaria emplea en el “Plan Insular de Ordenación del Territorio” y en 2001 es interpretada en el Auditorio Alfredo Kraus con varias versiones por Arabia Martín, la soprano Yolanda Auyanet y el barítono José Antonio García, la Parranda Cuasquías, José Antonio Ramos y Paco Marín, José Almeida de Mistura, y el coro de voces blancas del Freiburg Schule. En 2002 la Parranda del Heidelberg graba la canción en alemán e inglés.
En 2004 realiza “Cuidado con la chispa” interpretada por Los Gofiones para el Cabildo de Gran Canaria en contra de los incendios. Y presenta “Amar después de los cincuenta”su segundo disco de boleros, interpretado por Carmen Bautista.